# Securidaca planchoniana
Securidaca planchoniana är en jungfrulinsväxtart som beskrevs av Ellsworth Paine Killip och Dugand. Securidaca planchoniana ingår i släktet Securidaca och familjen jungfrulinsväxter. Inga underarter finns listade i Catalogue of Life.